# Club Patí Masquefa
El Club Patí Masquefa és un club d'hoquei sobre patins de Masquefa, fundat l'any 1968. Creat amb el nom d'Hoquei sobre Patins CN l'Alzinar, adoptà el seu nom actual el 1978. Disposa d'un equip sènior que ha jugat en diverses etapes en la Primera Nacional Catalana. Des del 1993 disposa d'una secció de patinatge artístic i disputa els seus partits al Pavelló Municipal de Masquefa. El 2010 l'entitat fou premiada amb el Premi Esports-Q de la Secretaria de l'Esport de la Generalitat de Catalunya per la seva tasca formativa de l'hoquei base.